# Kościół św. Mikołaja w Wałczu
Kościół Świętego Mikołaja w Wałczu – rzymskokatolicki kościół parafialny należący do dekanatu Wałcz diecezji koszalińsko-kołobrzeskiej, zlokalizowany w Wałczu, w województwie zachodniopomorskim. 

## Historia
Jest to świątynia neogotycka, wzniesiona w latach 1863-1865, konsekrowana w 1866 roku. 
W 1948 w kościele został poświęcony nowy ołtarz. W 1951 świątynia została odremontowana, usunięto również empory. W 1952 został poświęcony ołtarz Matki Bożej Różańcowej. W 1954 został zamontowany obraz Matki Bożej Nieustającej Pomocy. W 1961 roku zostały zamontowane nowe witraże

## Wyposażenie

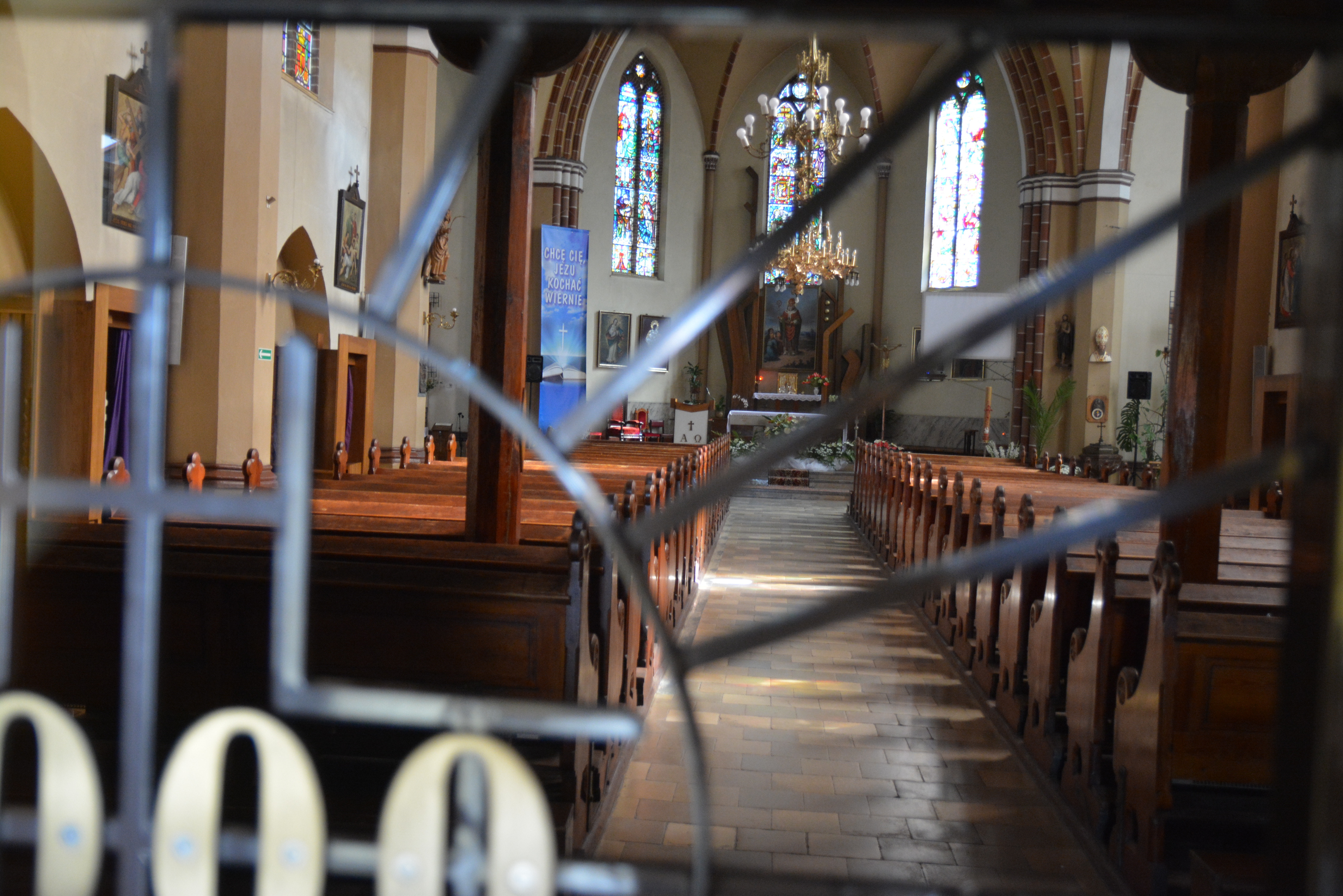
Wnętrze świątyni

Ze starej świątyni zostały zachowane cztery dzwony, ołtarz boczny z obiciem, wykonanym ze srebra, ornaty ze złotymi i srebrnymi haftami wykonane w 1620 i 1717 roku, sześć srebrnych lichtarzy, wykonanych w 1733 roku, dwa małe srebrne relikwiarze, kielich z inskrypcja. Zostały zachowane również obrazy: św. Jana namalowany w 1816 roku i Ostatnia Wieczerza (odnowiona w 1818 roku) oraz święty Michał i Złożenie Pana Jezusa do grobu. W 1866 roku malarz Stankiewicz namalował trzy obrazy.